# Boulevard Voltaire (Asnières-sur-Seine)
Pour les articles homonymes, voir Boulevard Voltaire (homonymie) et Voltaire (homonymie).
Le boulevard Voltaire est un axe important situé à Asnières-sur-Seine.

## Situation et accès

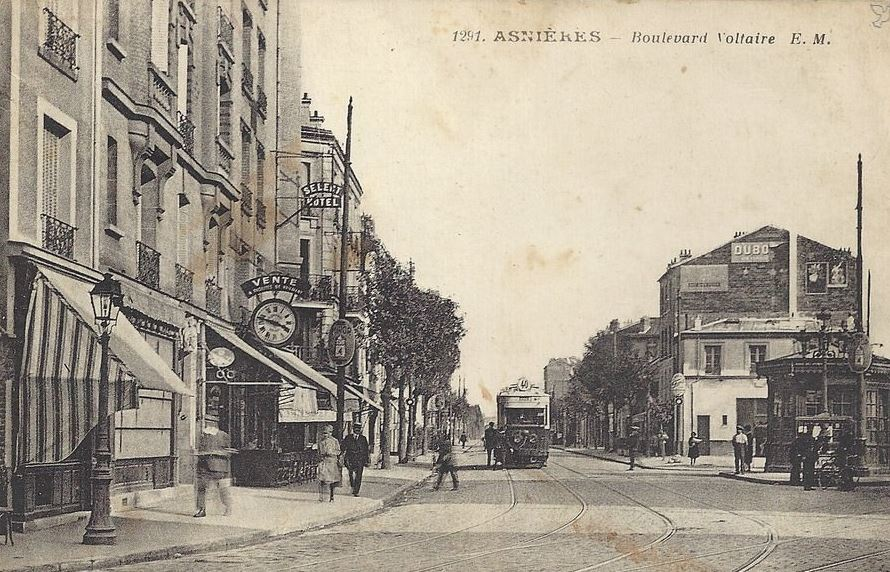
Asnières, le boulevard Voltaire, un tramway TPDS de la ligne n°40.

Ce boulevard suit le tracé de la route départementale 15.
Il commence au bord de la Seine, dans l'axe de l'ancien pont de Clichy construit en 1866, détruit pendant la guerre de 1870 puis reconstruit en 1874 en aval. Il s'agissait de l'axe historique menant vers Argenteuil.
Le boulevard passe ensuite la rue du Château puis traverse la place Voltaire en se dirigeant vers le nord. Il rencontre entre autres la rue de la Comète, et se termine au carrefour des Bourguignons à la rencontre de l'avenue d'Argenteuil.
Il est notamment desservi par la station de métro Gabriel Péri.

## Origine du nom
Ce boulevard porte le nom de l'écrivain français François-Marie Arouet, dit Voltaire (1694-1778).

## Historique
Dès 1896, il était parcouru par deux lignes de tramway exploitées par la Compagnie des tramways de Paris et du département de la Seine: 39 (Gennevilliers—Madeleine) et 40 (Argenteuil-Gare—Place Clichy). Ces lignes sont démantelées dans les années 1930.
En avance sur les communes des environs, il bénéficie de l'éclairage électrique en 1937.
Au début du XXIe siècle, il connaît un renouveau qui se traduit par la destruction d'anciens bâtis et la construction de nouveaux édifices,,.

## Bâtiments remarquables et lieux de mémoire

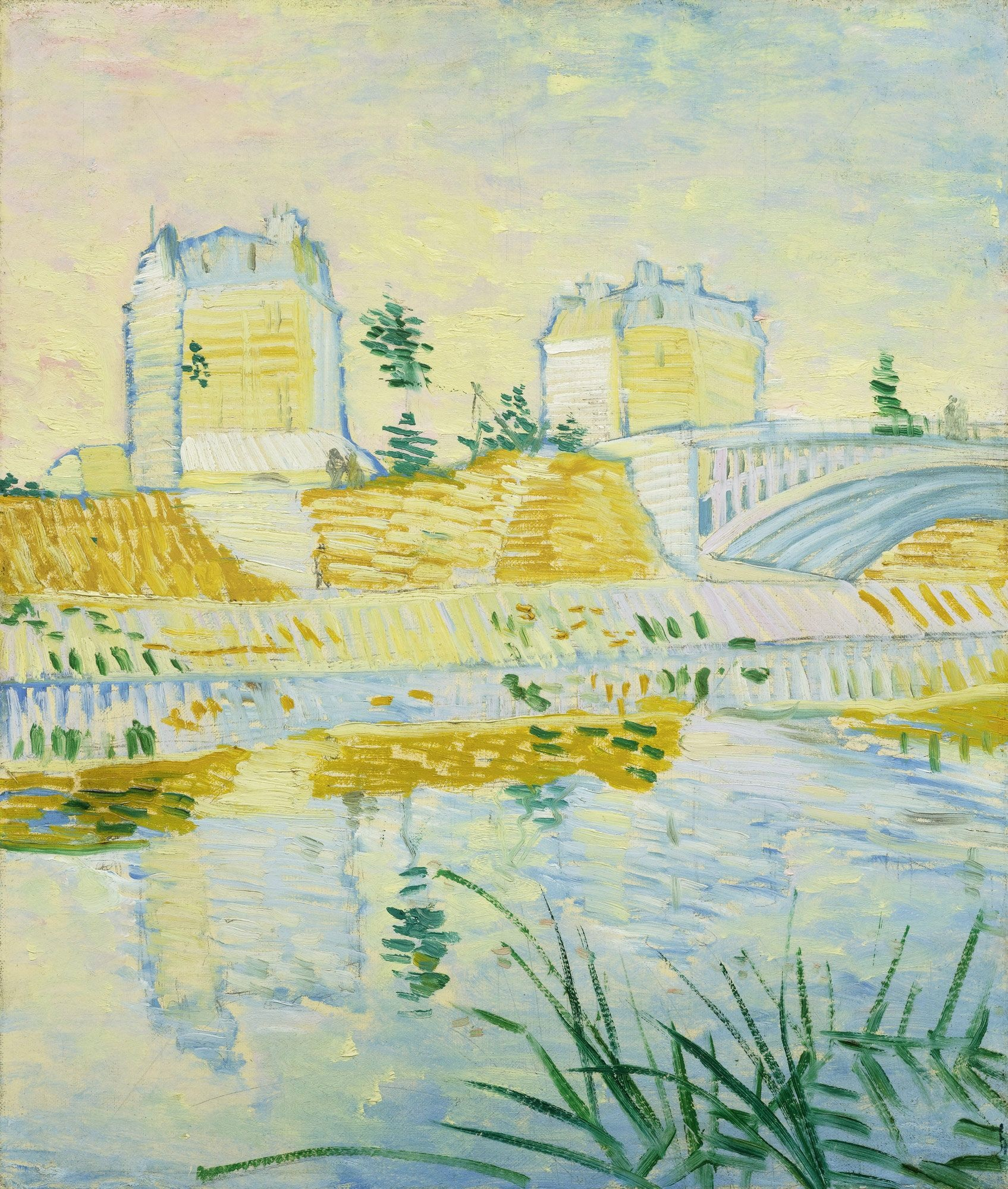
Le pont de Clichy, Van Gogh, 1887. Madame la comtesse de la Boissière, amie du peintre, demeurait au premier étage de l'immeuble de gauche.

- Au n° 1 du boulevard Voltaire, résidait Clara Le Vaillant, comtesse de la Boissière [13] qui invita Vincent van Gogh[14] à son domicile, invitation que le peintre mentionne dans sa correspondance[15].
- Cimetière ancien d'Asnières-sur-Seine, à l'angle de la rue du Ménil.
- Square des Impressionnistes.
- Une plaque rend hommage au docteur René Dervaux (1910-1944), mort pour la France, inhumé dans le carré des fusillés au cimetière ancien d'Asnières-sur-Seine, qui habitait au n° 4[16],[17].
- Cimetière des Chiens, sur l'ancienne île des Ravageurs (ou île de la Recette), à l'extrémité du boulevard et à l'entrée du pont de Clichy, après l'intersection avec le quai du Docteur Dervaux. S'y trouve encore la culée de l'ancien pont de Clichy. Face au cimetière des chiens, de l'autre côté du pont, se tient le port de plaisance Van Gogh et ses péniches[18].

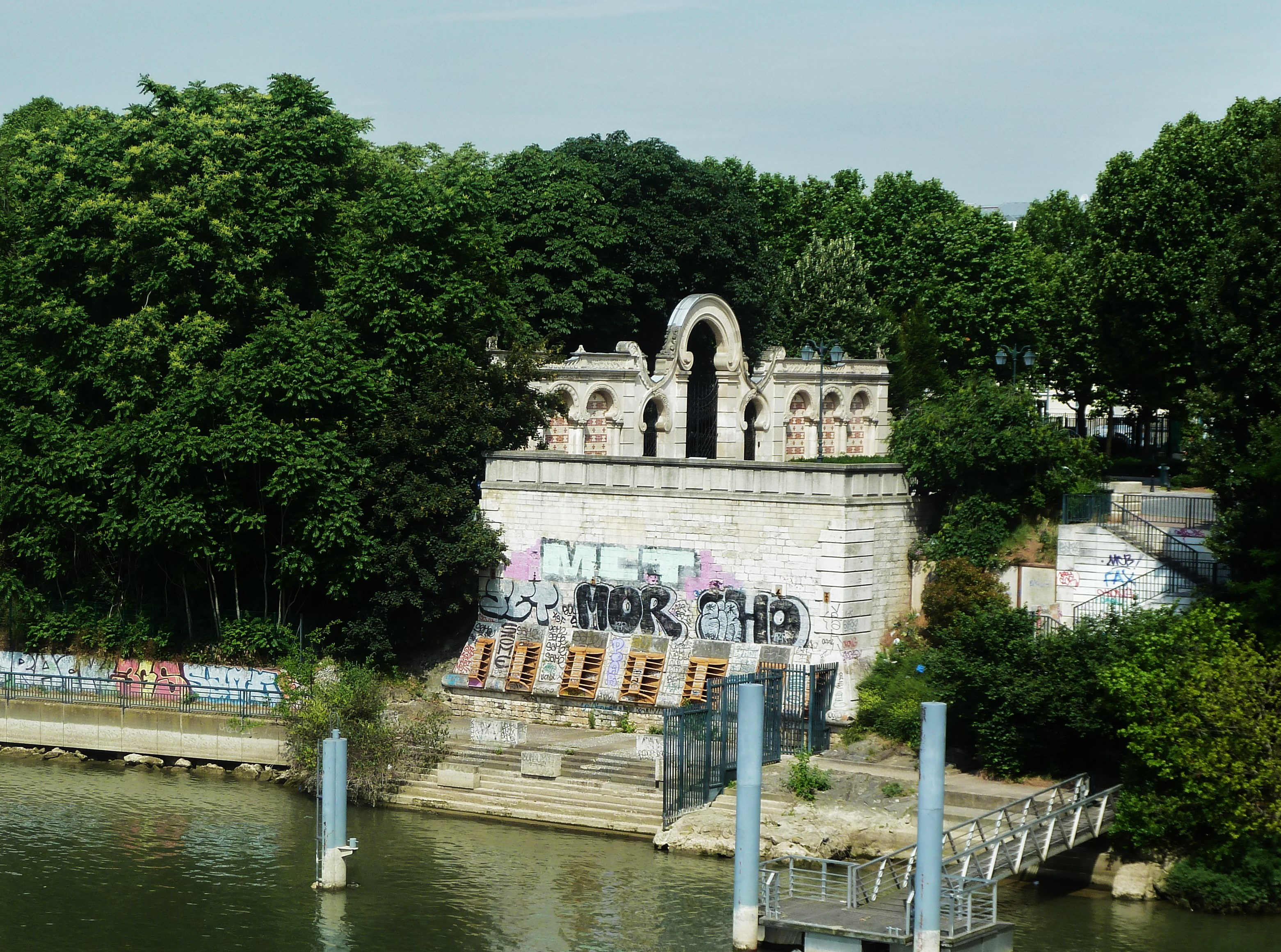
Vue sur la culée de l'ancien pont de Clichy et l'entrée du cimetière des chiens.

Dans les années 1920, la société Benjamin se trouvait au no 139.